# Raoul Sourzat
Raoul Sourzat (ur. 1 marca 1879 w Brive-la-Gaillarde, zm. 3 marca 1965 tamże) – francuski gimnastyk, olimpijczyk.
Sourzat wziął udział w igrzyskach olimpijskich w Paryżu w 1900 r. Wystartował w konkurencji gimnastycznej. Zawody odbyły się w dniach 29–30 lipca 1900 r. Sourzat uzyskał wynik – 196 punktów i zajął 108 miejsce.